# Jurij Drozdow (generał)
Jurij Iwanowicz Drozdow (ros. Юрий Иванович Дроздов, ur. 19 września 1925 w Mińsku, zm. 21 czerwca 2017) – radziecki wojskowy i funkcjonariusz wywiadu, generał-major KGB.

## Życiorys
W 1940 został kursantem szkoły artylerii w Charkowie, 1944 skończył 1 Leningradzką Szkołę Artylerii ewakuowaną do miasta Engels, od lata 1944 jako dowódca plutonu na 1 Froncie Białoruskim brał udział w wojnie z Niemcami, m.in. w zdobywaniu Berlina. W 1956 ukończył Wojskowy Instytut Języków Obcych i podjął pracę w KGB, w sierpniu 1957 został skierowany do Berlina jako pracownik operacyjny wydziału nielegalnego wywiadu Aparatu Starszego Doradcy KGB przy organach Stasi, gdzie w związku z aresztowaniem wywiadowcy radzieckiego Fishera (Abla) w USA brał udział w wymianie aresztanta na amerykańskiego lotnika Gary’ego Powersa. W 1963 został odwołany z Berlina na kurs, 1964-1968 przebywał w Pekinie jako rezydent KGB, 1968-1970 pracował w Wydziale 6 I Zarządu Głównego KGB ZSRR, 1970-1975 był zastępcą szefa Zarządu „S” I zarządu Głównego KGB, w tym 1974-1975 p.o. szefa Zarządu „S”. W latach 1975–1979 był rezydentem KGB w Nowym Jorku, a od 14 listopada 1979 do lipca 1991 zastępcą szefa I Zarządu Głównego KGB ZSRR i szefem Zarządu „S” w stopniu generała majora, brał udział w wojnie w Afganistanie.

## Odznaczenia
- Order Lenina (1981)
- Order Rewolucji Październikowej (28 kwietnia 1980)
- Order Czerwonego Sztandaru (1978)
- Order Czerwonego Sztandaru Pracy (1966)
- Order Wojny Ojczyźnianej I klasy
- Order Czerwonej Gwiazdy (1945)
- Medal „Za zwycięstwo nad Niemcami w Wielkiej Wojnie Ojczyźnianej 1941–1945”
- Medal „Za wyzwolenie Warszawy”
- Medal „Za zdobycie Berlina”

oraz medale, odznaki oraz odznaczenia NRD-owskie, polskie, afgańskie i kubańskie.